# Ekstaza świętego Antoniego
Ekstaza świętego Antoniego (hiszp. Éxtasis de San Antonio Abad lub Muerte de san Antonio Abad) – obraz olejny hiszpańskiego malarza Francisca Goi (1746–1828), dawniej przypisywany Franciscowi Bayeu.

## Okoliczności powstania
Istnieją dwie wersje tego obrazu, mniejsza o wymiarach 47,2 × 38,8 powstała ok. 1771 roku i znajduje się w kolekcji prywatnej w Szwajcarii lub Madrycie. Większa o wymiarach 67 × 46 cm powstała ok. 1780 roku i od 1925 znajduje się w Museo de Zaragoza. Obrazy są kopiami (z wariacjami) dzieła Corrado Giaquinto powstałego w latach 1741–1742. Obraz Giaquinto znajdował się w kościele klasztornym bonifratrów (pod wezwaniem św. Jana Kalibity) na Wyspie Tyberyjskiej. W tym klasztorze zatrzymał się Goya, kiedy przebywał w Rzymie. Zarówno Goya, jak i Francisco Bayeu wykonali kopie tego obrazu w swoim etapie kształcenia.

## Opis obrazu
Obraz przedstawia świętego Antoniego Wielkiego zwanego też Opatem lub Pustelnikiem. Święty siedzi na skale w swojej pustelni, kiedy ukazuje mu się anioł wskazujący ręką na niebo. Twarz świętego wyraża silne emocje, ekstazę spowodowaną spotkaniem z aniołem i poprzedzającą śmierć. U stóp świętego leżą miska na wodę, otwarta i zamknięta książka, a pomiędzy nimi czaszka – są to symbole ascetyzmu i pokuty. Scena rozgrywa się o zmierzchu, w półmroku, światło bije od anioła i pada na świętego. Dominują odcienie szarości, ochry zestawione z żółcią i ciemną zielenią. Pociągnięcia pędzlem są swobodne i energiczne, z precyzyjnymi i lekkimi impastami. Kompozycja jest diagonalna.
Wymiary dzieła wskazują na przeznaczenie do oratorium. Późniejsza wersja przejawia bardziej abstrakcyjną technikę, wskazuje na stylistyczny i techniczny rozwój malarza.

## Atrybucja
Atrybucja nie jest udokumentowana, brak podpisu autora. Obraz przypisywano takim malarzom jak Francisco Bayeu, Manuel Bayeu, Antonio González Velázquez, a także Goi. Museo de Zaragoza zakupiło większy obraz w 1925; przez długi czas był uważany za dzieło Francisca Bayeu powstałe ok. 1753. W 1992 Carlos Barboza i Teresa Grasa w publikacji „Goya, en el camino” opowiedzieli się za autorstwem Goi. Tę samą atrybucję podaje także „Guía del museo de Zaragoza” z 2003. W 2016 na nowo podjęto badania prowadzone w Museo de Zaragoza nad dziełami o wątpliwej atrybucji. Do współpracy zaproszono Manuelę Menę, dyrektorkę działu konserwacji XVIII-wiecznego malarstwa oraz dzieł Francisca Goi w Muzeum Prado. W warsztacie madryckiego muzeum obraz został odrestaurowany, m.in. oczyszczono pociemniały werniks, wykonano radiografie, reflektografie w podczerwieni i analizę pigmentów. W wyniku tych zabiegów i przeprowadzonych badań nad techniką i stylem obraz uznano za dzieło Goi. Obraz wrócił do Museo de Zaragoza w maju 2017.

## Datowanie
Według Manueli Meny wersja z Saragossy powstała ok. 10 lat później niż pierwsza, namalowana prawdopodobnie z natury w 1771 w Rzymie. Możliwa jest data 1781, kiedy Goya przyjechał do rodzinnej Saragossy z Madrytu. Z tego wczesnego okresu malarskiego Goi zachowało się niewiele dzieł. Styl późniejszej wersji przypomina trzecią serię kartonów do tapiserii, nad którymi Goya pracował w latach 1778–1780. Ten sam efekt malarski został osiągnięty przy użyciu mniejszej liczby pociągnięć pędzlem.